# Adriano Pimenta
Adriano Faria Pimenta, noto semplicemente come Adriano Pimenta (Goiânia, 12 novembre 1982), è un ex calciatore brasiliano, di ruolo centrocampista.